# Париски институт политичких наука
Париски институт политичких наука (фр. Institut d'études politiques de Paris), познатији као Sciences Po, француски је институт специјализован у области друштвених наука и међународних односа. Институт такође организује предавања на подручију права, финанција, рачуноводства, руковођења, менаџмента људских ресурса, комуникације, маркетинга, новинарства, урбанизма и животне средине.
Године 2020. институт се пласирао на другом месту у свету на пољу политичких наука и међународнх односа (одмах након  Харвард универзитета) што га доводи до првог европског института у овој области.

## Студије
Париски институт политичких наука регрутује студенте широм света. 
Институт пружа два вида студија:
- Основне студије: трају три године (две године на институту и годину дана уиностранству), која следи мастером у једној од партнерских факултета која сужи за специјализацију.
- Постдипломске студије: Резервисане за научнике, професоре и дипломиране студенте. Студије трљју две године, годину дана у Паризу и годину дана у партнерском универзитету.

Скоро 71% дипломираних студената ради у приватном сектору, 8% у међународној организацији или у оквиру европских институција и 21% у јавном сектору. Институт такође нуди припреме за француска административна такмичења, европска такмичења, као и за судска и правна такмичења. 

## Настава
Институт дели студије на више нивоа:
- Основне студије:
  - Универзитетски факултет (први циклус), који омогућава стицање дипломе након три године (фр. BAC+3);
  - Факултет (други циклус) који омогућава стицање мастер студија (фр. BAC+5);
  - Докторат(трећи циклус), који омогућава стицање доктората (фр. BAC+8)[7]
- Припрема за конкурсе;[8]
- Постдипломске студије (Executive Education).

## Партнери института
Институт је партнер са више од 470 универзитета широм света од којих су најпрестижнији:
- Америка: Хардвардов правни факултет, Универзитет у Чикагу, Масачусетски технолошки институт, Универзитет Мичигена, итд.
- Канада: Универзитет Макгил, Универњитет у Британској Колумбији, Универзитет у Торонту, итд.
- Африка: Универзитет Кејптауна
- Европа: Кингс Колеж, Универзитет у Кембриџу, Универзитет у Оксфорду, итд.
- Азија: Универзитет у Сингапуру, Универзитет у Хонконгу, итд.